# Froesiodendron
Froesiodendron é um género botânico pertencente à família Annonaceae.